# 霞か雲か
「霞か雲か」（かすみかくもか）は、ドイツ民謡の旋律に、加部巌夫が日本語の歌詞を載せた唱歌。1883年に小学唱歌として発表され、第二次世界大戦後の1947年に勝承夫が歌詞を大幅に改作したものが、音楽教科書に収められた。
同じ旋律には、大和田建樹も歌詞を載せており、1892年に幼稚園唱歌「小鳥の歌」として発表されている。

## 原曲

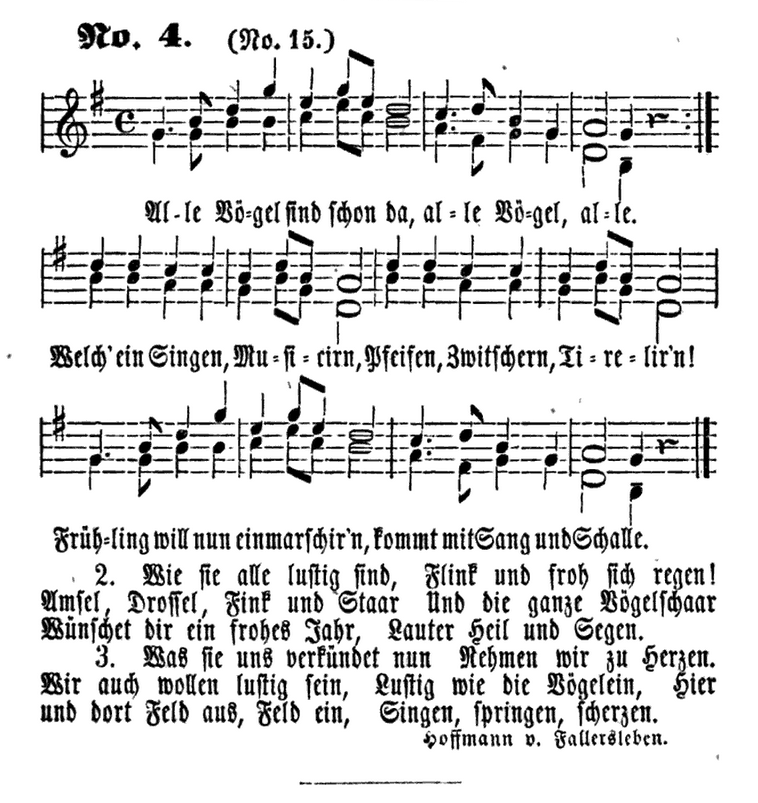
1861年出版『Unsere Lieder』(Agentur des Rauhen Hauses, Hamburg) 第3版に収録された楽譜。

旋律が採られた原曲は、「春の訪れ (Frühlings Ankunft)」として言及されることもある「小鳥たちがやって来た (Alle Vögel sind schon da)」であり、こちらの歌詞はアウグスト・ハインリヒ・ホフマン・フォン・ファラースレーベン（1798年 - 1874年）の作である。
「小鳥たちがやって来た」は、最もよく知られたドイツ語の春の歌、童謡のひとつである。歌詞は、ホフマン・フォン・ファラースレーベンが1835年に執筆したもので、この詩は1837年に発表された。同年には、エルネスト・ハインリッヒ・レオポルト・リヒターの作曲による最初の楽曲が登場した。今日、用いられている旋律に載せられた形では、1844年に「Frühlingslied」（「春の歌」の意）として、ハンブルクのラウヘス・ハウスが出版した 『歌曲集 (Liederbuch des Rauhen Hauses zu Hamburg)』によって最初に発表された。この旋律は、18世紀に、「Nun so reis ich weg von hier」（「今、私はここから離れて行く」の意）と題された別れの歌として普及していた。その作曲家は不明である。1847年には、マリー・ナトゥシウスが編纂した『Vierzig Kinderlieder von Hoffmann von Fallersleben nach Original- und Volks-Weisen mit Clavierbegleitung』（『ホフマン・フォン・ファラースレーベンによる40の童謡、鍵盤伴奏付きのオリジナル曲と民謡による』の意） に収録された。「小鳥たちがやって来た」は、この曲の別題のひとつである。

### 旋律
この旋律については、「きらきら星」との類似性が指摘されているが、はっきりとした関係は解明されていない。

## 加部巌夫「霞か雲か」
加部巌夫は、文学御用掛、御歌掛を経て御歌所に務めた宮中歌人であったが、1881年6月から音楽取調掛における唱歌の歌詞選定に関わるようになっていた。1883年に刊行された国定教科書『小学唱歌集 第二編』に「霞か雲か」として掲載された加部による歌詞は、「流麗な歌詞で高く評価された」とされる一方で、「メロディーを無視した歌詞」などとも言われ、戦後になってから、勝承夫によって「難しい歌詞が取り除かれ、子供にも理解できるやさしい歌詞に改作され」た。
歌い出しの歌詞で曲名ともなっている「霞か雲か」は、「さくらさくら」の歌詞にも見える語句である。
太字斜体は、勝によって改作された際にも残された部分である。